# Ernst Georg Ravenstein

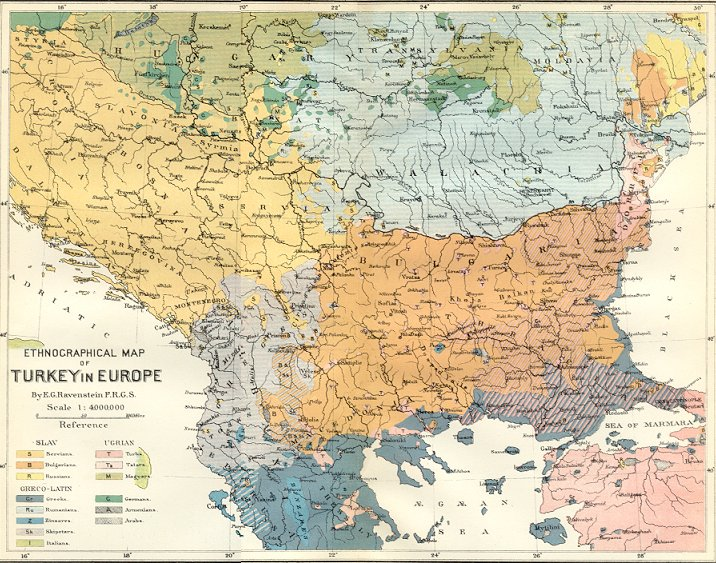
Ravensteinova etnografická mapa Turecka v Evropě

Ernst Georg Ravenstein (30. prosince 1834 – 13. března 1913) byl německo-britský geograf a kartograf.

## Biografie
Narodil se ve Frankfurtu nad Mohanem. V osmnácti letech se stal žákem Dr. Augusta Heindricha Petermanna. Po svém odchodu do Spojeného království Ravenstein dvacet let (1855–1875) pracoval v Topografickém oddělení Ministerstva války. Kromě dlouhého působení v radách Královské statistické společnosti a Královské geografické společnosti byl rovněž profesorem geografie na Bedford College, a to v letech 1882 až 1883. V roce 1902 mu byla jako vůbec prvnímu akademikovi udělena Zlatá Viktoriina medaile Královské geografické společnosti. Jeho Systematický atlas' (Systematic Atlas) z roku 1884 uvedl v praxi mnoho z autorových užitečných myšlenek v podobě metod pro výuku kartografie. Jeho Mapa rovníkové Afriky (Map of Equatorial Africa) z roku 1884 se stala jednou z nejvýznamnějších map velké části afrického kontinentu zhotovená ve velkém měřítku, jež byla do té doby zpracována. O rok později Ravenstein publikoval v odborném časopise Journal of the Statistical Society článek The Laws of Migration, ve kterém stanovil deset zákonů ovlivňující lidskou migraci. Odhadoval, že roku 2072 bude na Zemi přibližně 6 miliard lidí, což způsobí kolaps, protože nepůjde lidi uživit. Takové populace však již dávno bylo dosaženo a ke konci civilizace nedošlo.
V roce 1861 Ravenstein v Londýně založil Německou gymnastickou společnost. Společně s Williamem Penny Brookesem a Johnem Hulleym se angažoval v uspořádání prvních Národních olympijských her v roce 1866.

## Dílo
Mezi Ravensteinova další díla patří:
- The Russians on the Amur (1861) (Celá kniha je k dispozici na Google Books).
- Handy Volume Atlas (1895; 7. vydání, 1907)
- Martin Behaim. His Life and his Globe (1908)
- A Life's Work (1908)
- The New Census Physical, Pictorial, and Descriptive Atlas of the World (1911)